# Mimochroa albifrons
Mimochroa albifrons är en fjärilsart som beskrevs av Moore 1888. Mimochroa albifrons ingår i släktet Mimochroa och familjen mätare. Inga underarter finns listade i Catalogue of Life.